# Blåsförpackning

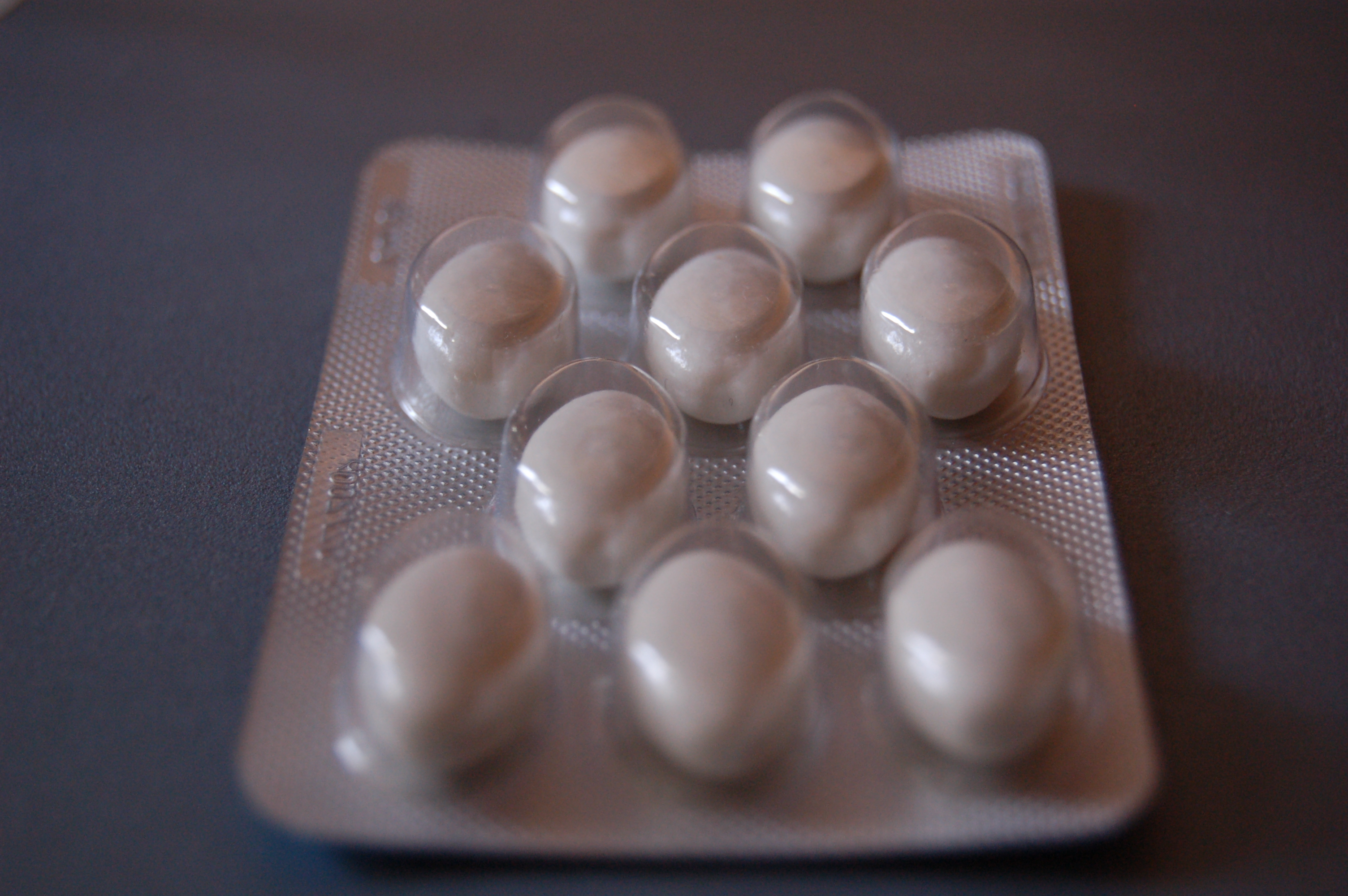
Blåsförpackning

Blåsförpackning (engelska Blister pack) är en term för flera typer av förformade plastförpackningar som används för små konsumentvaror och läkemedel.
Den primära komponenten hos en blåsförpackning är ett hålrum (en kavitet) eller ficka som görs av en "formbar" väv, vanligtvis en termoformad plast. Denna har vanligtvis ett bakstycke bestående av en pappersskiva eller en "lock"-förslutning av aluminiumfolie eller plast.

## Konsumentvaror
Andra typer av blåsförpackningar består av kortliknande (carded) förpackningar, där varor som leksaker, hårdvara och elektriska artiklar förvaras mellan speciellt tillverkat kartongpapper och klar förformad plast, såsom PVC. Konsumenten kan visuellt undersöka produkten genom den genomskinliga plasten. Plastskalet är vakuumformat runt en form så att det kan innesluta varan åtsittande. Kortet är ljust färgat och formgivet med hänsyn till föremålet inuti och PVC:n är fäst vid kortet med värme och tryck som aktiverar ett lim (värmeförslutningsbeläggning) på blåskortet. Limmet är starkt nog för att förpackningen ska kunna hängas på en pinne, men svagt nog (i teorin) för att paketet enkelt ska kunna öppnas. För förpackning av stora föremål har kortet ibland kortet ett perforerat fönster för åtkomst.
En mera säker förpackning är känd som clamshell. Den används oftast för att hindra förpackningssnatteri av små, dyra artiklar, såsom konsumentelektronik. Den består antingen av två förförmade plastskivor eller en skiva som viks över sig själv och smälts samman vid kanterna. För att hindra manipulering av dessa i butik är de vanligtvis formgivna för att vara svåra att öppna för hand. En sax eller en skarp kniv krävs oftast för att öppna dessa (fastän även dessa säljs i liknande förpackningar). Försiktighet måste användas för att på ett säkert sätt öppna en del av dessa förpackningar: 6000 amerikanska medborgare måste varje år söka akut sjukvård beroende på skador uppkomna vid öppnandet av sådana förpackningar. förpackningsraseri uppstår ibland som resultat.